# NGC 2328
NGC 2328 (również PGC 20046) – galaktyka eliptyczna (E/SB0), znajdująca się w gwiazdozbiorze Rufy. Odkrył ją John Herschel 1 stycznia 1835 roku.